# Sociedade de Arqueologia Brasileira
A Sociedade de Arqueologia Brasileira (SAB) é uma sociedade civil de caráter científico, de direito privado e sem fins lucrativos. Fundada em 1980, reúne arqueólogos, arqueólogas, arqueólogues e outros profissionais dedicados ao ensino, à pesquisa e à prática arqueológica no Brasil. Sua atuação se concentra na promoção da arqueologia como campo científico, na formação profissional e na defesa do patrimônio cultural arqueológico. 

## Histórico
Tendo sido registrado o Estatuto da Sociedade em 1980, durante o Seminário Goiano de Arqueologia, a primeira reunião científica foi realizada no ano seguinte, em 1981, no Rio de Janeiro, na Universidade Estácio de Sá, onde funcionava a única Faculdade de Arqueologia do país à época. 
Nessa primeira reunião, foram apresentados 64 trabalhos, e compareceram à Assembléia da SAB 48 sócios-votantes, que elegeram a primeira diretoria, reconduzindo, de acordo com as normas estatutárias, a mesma equipe diretora que, indicada em Goiânia, havia implementado legalmente a SAB. Essa equipe era formada por
- Pedro Ignácio Schmitz - Presidente;
- Ondemar Ferreira Dias Júnior - Vice Presidente;
- Alfredo Mendonça de Souza - Secretário e
- Dorath Pinto Uchôa - Tesoureira.

A partir daí as reuniões alternaram-se, bi-anualmente, em diferentes cidades do Brasil, sem interrupções.A SAB se rege por estatuto, que foi alterado, para se adequar ao novo código civil brasileiro, na última Reunião Científica, que aconteceu em Florianópolis-SC, de 1 a 4 de outubro de 2007.

## Atuação
Desde sua criação, a SAB atua na articulação entre a comunidade acadêmica, órgãos governamentais e a sociedade civil (incluindo no contexto de debates sobre políticas públicas e proteção do patrimônio arqueológico, como a regulamentação da profissão de arqueólogo. 
A entidade também costuma publicar notas públicas, participar de audiências, elaborar pareceres técnicos e dialogar com instituições, como o Instituto do Patrimônio Histórico e Artístico Nacional (IPHAN), o Ministério Público Federal e universidades brasileiras. 
Os principais objetivos da Sociedade estão descritos como:
- Promover o intercâmbio entre profissionais e instituições arqueológicas no Brasil e no exterior;
- Defender a preservação do patrimônio arqueológico brasileiro;
- Estimular a produção científica e a divulgação de pesquisas na área;
- Colaborar com a formulação de políticas públicas relacionadas ao campo da arqueologia;
- Atuar em defesa da ética profissional e da valorização dos saberes locais.

A associação também costuma se manifestar publicamente diante de temas políticos e institucionais que impactam, direta e indiretamente, a arqueologia no Brasil. Entre as manifestações recentes, destacam-se:
- Nota em defesa do patrimônio arqueológico brasileiro, publicada em resposta a falas ministeriais que minimizaram sua importância.[7]
- Nota crítica ao Projeto de Lei nº 2.159/2021, que propôs mudanças no processo de licenciamento ambiental brasileiro.[8]
- Nota de repúdio às atividades do grupo Dakila Pesquisas, que promove teorias pseudocientíficas sem respaldo da comunidade científica.[9]
- Apoio à regulamentação da profissão de arqueólogo no Brasil, com nota publicada sobre o tema.[10]

### Estatuto
O Estatuto da Sociedade de Arqueologia Brasileira (SAB) regula a estrutura organizacional e os objetivos da entidade. Conforme versão atualizada em 29 de agosto de 2013, a SAB é uma associação civil sem fins lucrativos, de caráter técnico-científico e cultural, com sede e foro na cidade de Goiânia (GO), e atuação em todo o território nacional.
A primeira reformulação do estatuto ocorreu durante o Congresso Nacional da SAB, realizado em 2007, em Florianópolis, para garantir a adequação ao novo Código Civil. Já em 2013, uma nova versão detalhou competências do Conselho de Ética, da Comissão Eleitoral e do Conselho Fiscal, bem como os direitos e deveres dos associados. 

Entre os objetivos principais, destacam-se: promover o desenvolvimento da Arqueologia no Brasil; defender o patrimônio arqueológico e sua preservação; incentivar a formação e atuação ética de profissionais da área; e estabelecer vínculos com instituições congêneres no país e no exterior.
É através do estatuto que se definem as categorias para se associar, os critérios para eleição da diretoria, a criação de comissões e as normas que regem as assembleias gerais e os congressos científicos da entidade.

### Código de Ética
O Código de Ética da Sociedade de Arqueologia Brasileira (SAB) foi aprovado em 1º de outubro de 2015 com o objetivo de orientar a conduta profissional de seus associados frente aos desafios éticos da disciplina. O documento parte do reconhecimento de que a arqueologia envolve relações de poder, práticas científicas e responsabilidades sociais, estabelecendo três princípios fundamentais: respeito ao coletivo; respeito à SAB e à comunidade profissional; e posicionamento contrário à mercantilização da cultura material arqueológica.
A estrutura do código está organizada em três eixos 1. arqueólogas e arqueólogos; 2. pessoas e coletivos; e 3. materialidade - com diretrizes que incluem o incentivo à pluralidade teórico-metodológica; a valorização dos saberes tradicionais, indígenas e locais; e a defesa da ampla divulgação dos resultados de pesquisas realizadas com recursos públicos. 
O documento também evidencia sobre a assinatura de contratos de confidencialidade que limitem o acesso a informações de interesse público e a necessidade de cumprimento da Convenção 169 da Organização Internacional do Trabalho (OIT), que garante aos povos indígenas e comunidades tradicionais o direito à consulta prévia, livre e informada.
O Código também estabelece de maneira explícita a proibição de condutas como assédio, discriminação, violência simbólica ou institucional, além de práticas que violem os direitos humanos. As denúncias são avaliadas pelo Conselho de Ética da SAB, que pode aplicar medidas que variam de advertências à expulsão. Entre algumas ações do Conselho sobre o tema, destaca-se a iniciativa “Ética na Prática: Não ao assédio sexual e sexista na arqueologia”, realizada entre 2020 e 2021 e que buscou ampliar o debate sobre a ética profissional, incluindo distribuição de materiais informativos, aplicação de questionário anônimo sobre o tema e divulgação de relatórios qualitativos e quantitativos voltados à comunidade arqueológica.  

### Regimento Interno
O Regimento Interno da Sociedade de Arqueologia Brasileira (SAB) foi aprovado em 13 de setembro de 2017, durante uma assembleia realizada em Teresina, no Piauí. O documento complementa o Estatuto da entidade, definindo regras para o funcionamento interno, como a organização das comissões, critérios de filiação, diretrizes para congressos e reuniões científicas, além das responsabilidades administrativas.
Entre os pontos principais, o regimento detalha as atribuições da diretoria executiva e das diretorias regionais, descreve como devem ocorrer as Assembleias Gerais e define o papel das comissões permanentes, como as de Ética, Patrimônio e Publicações. O texto também destaca princípios de transparência, representatividade regional e incentivo a boas práticas científicas entre os membros da associação.

## Núcleos regionais
A Sociedade Brasileira de Arqueologia está organizada em cinco núcleos regionais que possuem a finalidade de integrar profissionais que atuam em estados próximos, favorecendo o intercâmbio científico, a promoção de eventos acadêmicos e a consideração das especificidades regionais no desenvolvimento da arqueologia.
A filiação a um núcleo regional requer associação prévia à SAB e cada núcleo mantém autonomia relativa para desenvolver ações locais de acordo com os objetivos da entidade nacional.
- SAB-Norte
- SAB-Nordeste
- SAB-Centro-Oeste
- SAB-Sudeste
- SAB-Sul

## Produção científica
Desde 1983, a SAB publica a Revista de Arqueologia, periódico científico que reúne artigos científicos originais de diferentes pesquisadores e laboratórios, além de resenhas de livros e teses, traduções de textos relevantes no âmbito da arqueologia brasileira e latino-americana, dentre outros. Voltada à comunidade acadêmica, é um dos principais veículos de publicação científica da área no país.
A entidade também produz o Jornal Arqueologia em Debate, uma publicação quadrimestral da SAB, com foco em temas contemporâneos relacionados à prática arqueológica. Seu objetivo é promover reflexões críticas, divulgar experiências profissionais e incentivar o diálogo entre diferentes segmentos da arqueologia brasileira.

## Eventos e Congressos
Bienalmente, a entidade também organiza o Congresso da Sociedade Brasileira de Arqueologia, evento acadêmico de grande relevância nacional. O congresso reúne pesquisadores, estudantes e profissionais da área para apresentação de trabalhos, mesas de discussão, oficinas e encontros temáticos.

### Histórico recente:
| Edição                 | Local                                           | Data                                  | Tema                                                                   |
| ---------------------- | ----------------------------------------------- | ------------------------------------- | ---------------------------------------------------------------------- |
| XVII (17ª)             | Aracaju (SE)                                    | 25 a 30 de agosto de 2013             | Arqueologia sem fronteiras                                             |
| XVIII (18ª)            | Goiânia (GO)                                    | 27 de setembro a 2 de outubro de 2015 | Arqueologia pra quem?                                                  |
| XIX (19ª)              | Teresina (PI)                                   | 10 a 15 de setembro de 2017           | Arqueologia na trincheira                                              |
| XX (20ª)               | Pelotas (RS)                                    | 4 a 8 de novembro de 2019             | Memória, patrimônio cultural e direitos humanos                        |
| XXI (21ª)              | Edição virtual — sede de honra: Diamantina (MG) | 7 a 12 de novembro de 2021            | Arqueologias conectadas                                                |
| XXII (22ª)             | Florianópolis (SC)                              | 13 a 17 de novembro de 2023           | Arqueologias plurais: políticas patrimoniais e desafios contemporâneos |
| XXIII (23ª – prevista) | Brasília (DF)                                   | novembro de 2025                      | Arqueologias pelo amanhã: sonhar outros mundos                         |

## Prêmios e editais
A Sociedade de Arqueologia Brasileira (SAB) promoveu, nos últimos anos, ao menos dois editais nacionais voltados à valorização da arqueologia e ao incentivo à produção científica no Brasil. As iniciativas incluíram prêmios acadêmicos e apoio financeiro à projetos de divulgação científica e extensão.
Em 2020, em comemoração aos seus 40 anos, a SAB lançou o Edital SAB 2020 - Divulgação e Promoção do Patrimônio Arqueológico Brasileiro, que selecionou propostas voltadas à proteção e visibilidade do patrimônio arqueológico por meio de ações remotas e/ou digitais, em razão da pandemia de Covid-19. Foram concedidos seis prêmios no valor de R$ 5.000,00 cada, totalizando R$ 30.000,00, com recursos provenientes das anuidades dos associados. Os resultados dos projetos foram divulgados pelos canais oficiais da SAB e apresentados no XXI Congresso da entidade, realizado em 2021.
Já em 2021, foi lançado outro edital, que promoveu o II Prêmio SAB de Excelência em Graduação, Mestrado e Doutorado, voltado à valorização de trabalhos acadêmicos relevantes. A premiação contemplou três categorias - graduação, mestrado e doutorado - com valores de até R$ 4.000,00, além de anuidades gratuitas na SAB. Os vencedores foram anunciados durante o XXI Congresso da SAB.

### Trabalhos premiados em 2021
- Graduação: o artigo de Reykel Diniz de Araujo, baseado no Trabalho de Conclusão de Curso em Arqueologia (UERJ), intitulado Arqueologia do costume mambucabense: sobre estar em campo e experimentar arqueologia.

- Mestrado: a dissertação de Walderes Coctá Priprá, do Programa de Pós-Graduação em História da Universidade Federal de Santa Catarina (UFSC), intitulada Lugares de acampamento e memória do povo Laklano/Xokleng, Santa Catarina.[19]

- Doutorado: a tese de Jocyane Ricelly Baretta, defendida no Programa de Pós-Graduação em Antropologia (área de Arqueologia) da Universidade Federal de Pelotas (UFPel), intitulada Uma arqueologia do inferno: misoginia e feminização através do aparato material da Ditadura em Porto Alegre/RS (1964–1985).[20]

O edital também concedeu quatro menções honrosas:
- Giovana Cadorin Votre (graduação), pelo trabalho “Sementes carbonizadas de palmeira em sítios arqueológicos Guarani do extremo sul catarinense” (UNESC).

- Lara de Paula Passos (mestrado), pelo trabalho “Arqueopoesia: uma proposta feminista afrocentrada para o universo arqueológico” (UFMG).

- Irislane Pereira de Moraes (doutorado), pelo trabalho “Arqueologia ‘na flor da terra’ quilombola: ancestralidade e movimentos Sankofa no território dos povos do Aproaga – Amazônia” (UFMG).

- e também para Luis Felipe Freire Dantas Santos (doutorado), com “Vapor de transporte madeira: Arqueologia marítima histórica da Revolta da Armada de 1893” (UFSE).

Além destes, a SAB também costuma divulgar o Prêmio Luiz de Castro Faria, realizado pelo Centro Nacional de Arqueologia (CNA/Iphan) e que é destinado a reconhecer pesquisas acadêmicas de mérito exemplar pela originalidade e relevância científica.